# Hong Ji-yoon
Hong Ji-yoon (en hangul, 홍지윤; nacida el 3 de marzo de 1991) es una actriz surcoreana. Es la hermana menor de la también actriz Hong Ji-hee.

## Carrera
Hong Ji-yoon debutó en televisión en 2017 con la serie  Criminal Minds en 2017, con el personaje de Park In-hye, la víctima de un secuestro. Ese mismo año tuvo también un pequeño papel en Bad Guys: City of Evil, el de Han So-yeong.
Al año siguiente entró en el reparto de ¿Qué le ocurre a la secretaria Kim? con el personaje de Oh Ji-ran, que aparece en tres episodios. También en 2018 debutó en cine con un pequeño papel en la película de acción y fantástica Monstrum, dirigida por Heo Jong-ho.
En 2019 apareció también en el reparto de las dos temporadas de la serie de Netflix Mi primer amor de verdad, pero ya con un papel mucho más extenso: el de Se-hyeon Ryu, estudiante del Departamento de Pintura de la Facultad de Arte y miembro clave del club de producción de vídeos, que produce con gran habilidad.  En el mismo año apareció con un cameo en Absolute Boyfriend, y a continuación en la serie de jTBC My Country, donde es la gisaeng Hwa-wol.
En 2022 fue Lee Ma-ri, uno de los cuatro protagonistas, en From Today, We.

## Filmografía

### Películas
| Año  | Título               | Hangul | Papel   | Notas | Ref.        |
| ---- | -------------------- | ------ | ------- | ----- | ----------- |
| 2018 | Monstrum             |        | Madre   |       |             |
| 2022 | Project Wolf Hunting |        | Ju-yeon |       | [ 8 ] [ 9 ] |

### Series de televisión
| Año  | Título                              | Papel           | Canal   | Notas                     | Ref.         |
| ---- | ----------------------------------- | --------------- | ------- | ------------------------- | ------------ |
| 2017 | Criminal Minds                      | Park In-hye     | tvN     |                           | [ 1 ] [ 10 ] |
| 2017 | Bad Guys: City of Evil              | Han So-yeong    | OCN     |                           | [ 2 ] [ 11 ] |
| 2018 | Return                              | Bang Seon-yeong | SBS     |                           |              |
| 2018 | ¿Qué le ocurre a la secretaria Kim? | Oh Ji-ran       | tvN     |                           | [ 3 ] [ 12 ] |
| 2019 | Mi primer amor de verdad            | Ryu Se-hyeon    | Netflix |                           | [ 5 ] [ 13 ] |
| 2019 | Absolute Boyfriend                  | Ruby            | SBS     | Cameo                     |              |
| 2019 | My Country                          | Hwa-wol         | jTBC    |                           | [ 6 ] [ 14 ] |
| 2022 | From Today, We                      | Lee Ma-ri       | SBS     | Primer papel protagonista | [ 7 ]        |
| 2022 | Why Her?                            | Park So-young   | SBS     |                           | [ 15 ]       |

### Vídeos musicales
| Año  | Título canción         | Hangul              | Intérprete      | Ref.   |
| ---- | ---------------------- | ------------------- | --------------- | ------ |
| 2020 | This song              | 이 노래가 뭐라고    | Lim Han-byeol   | [ 16 ] |
| 2020 | Walking along the moon | 달을 따라 걷다 보면 | Jung Seung-hwan | [ 17 ] |